# Головко Кіра Миколаївна
Кіра Миколаївна Головко (рос. Головко Кира Николаевна; 11 березня 1919, Єсентуки — 16 серпня 2017, Москва) — радянська і російська актриса театру і кіно, лауреат Сталінської премії (1947), народна артистка РРФСР (1957).

## Біографія
Кіра Іванова народилася в Єсентуках. Внучата племінниця поета В'ячеслава Іванова.
У 1937 році поступила в Інститут філософії, літератури та історії (ІФЛІ), факультет російської літератури.
У 1938 році була прийнята у склад допоміжної трупи Московського Художнього академічного театру Союзу РСР імені М. Горького. На прослуховуванні читала байку Крилова «Лисиця». Слухали її тоді В. Г. Сахновський і В. О. Топорков. Грала також на сцені Калінінградського обласного драматичного театру.
У 1950 році покинула МХАТ, а з 1954 року разом з чоловіком переїхала в Балтійськ, була провідною актрисою Калінінградського драматичного театру. Її чоловік доклав багато сил для реконструкції будівлі театру.
У 1957 році повернулася в МХАТ, в якому працювала до 1985 року.
З 1958 року займалась викладацькою діяльністю в Школі-студії МХАТ, доцент. Серед її учнів — Наталія Єгорова, Борис Невзоров, Микола Караченцов.
Вдова адмірала Арсенія Григоровича Головко — колишнього командувача Північним, Балтійським флотами, Каспійської і Амурської флотиліями.
Дочка — акторка Наталія Арсенівна Головко (нар. 12 лютого 1953), у 1974 році закінчила Школу-студію МХАТ, грала на сцені МХАТ, онук — актор Кирило Олександрович Головко-Серський (нар. 21 червня 1975). Син — Михайло Арсенович Головко (нар. 17 листопада 1949), офіцер ВМФ, капітан 1 рангу у відставці.
Померла 16 серпня 2017 року. Поховали на Троєкурівському цвинтарі.

## Цікаві факти
Як розповідала сама актриса, вона народилася в 1919 році, а за паспортом — у 1918-м. Коли закінчила чотири класи, в п'ятий її не брали, тому мати просто у метриці виправила цифру «9» на «8», додавши їй один рік. Так вона і жила з тих пір, звикнувши. Навіть художній керівник МХТ Олег Табаков вважав, що вона народилася в 1918 році.

## Визнання і нагороди
- Сталінська премія (1947, за фільм «Глінка»)[7]
- Заслужена артистка РРФСР (26 жовтня 1948).
- Народна артистка РРФСР (7 лютого 1957)
- Орден Дружби (23 жовтня 1998)[8]
- Орден «За заслуги перед Вітчизною» IV ступеня (15 вересня 2003) — за великий внесок у розвиток театрального мистецтва[9]

## Творчість

### Ролі в театрі

#### МХАТ СРСР імені М.Горького
- 1938 — «Синій птах» М. Метерлінка — Молоко
- 1943 — «На дне» М. Горького — Наташа
- 1943 — «Последние дни» М. А. Булгакова — Натали Пушкина
- 1944 — «Царь Фёдор Иоаннович» А. К. Толстого — Княжна Мстиславская
- 1945 — «Горячее сердце» А. Н. Островского — Параша
- 1946 — «Трудные годы» А. Н. Толстого — Анна Вяземская
- 1948 — «Лес» А. Н. Островского — Аксюша
- 1950 — «Илья Головин» С. В. Михалкова — Лиза
- 1957 — «Анна Каренина» Л. Н. Толстого — Долли
- 1957 — «Последняя жертва» А. Н. Островского — Юлия Тугина
- 1958 — «Три сестры» А. П. Чехова — Ольга
- 1958 — «Третья, патетическая» Н. Ф. Погодина — Ирина
- 1959 — «Всё остаётся людям» С. И. Алёшина — Ася Давыдовна
- 1960 — «Смерть коммивояжёра» А. Миллера — Линда
- 1962 — «Дом, где мы родились» П. Когоута — Либуше
- 1963 — «Друзья и годы» Л. Г. Зорина — Татьяна
- 1964 — «Три долгих дня» Г. Б. Беленького — Успенская
- 1966 — «Вдовец» А. П. Штейна — Лиза Коваленко
- 1968 — «Тяжкое обвинение» Л. Р. Шейнина — Лариса Лукинична
- 1973 — «На всякого мудреца довольно простоты» А. Н. Островского — Турусина
- 1975 — «Враги» М. Горького — Полина Бардина
- 1975 — «Последний шанс» В. И. Белова — Полина Ивановна
- 1977 — «Валентин и Валентина» М. М. Рощина — Бабка
- 1977 — «Иванов» А. П. Чехова — Зинаида Саввишна
- 1979 — «Деньги для Марии» В. Г. Распутина — Старуха

#### МХТ імені А.П.Чехова
- 1994 — «Татуированная роза» Т. Уильямса. Режиссёр: Роман Виктюк — Ассунта[10]
- 1994 — «Тартюф» Ж.- Б. Мольера. Режиссёр: Анатолий Эфрос — Госпожа Пернель
- 1994 — «Кабала святош» М. А. Булгакова. Режиссёр: Адольф Шапиро — Ренэ
- 1995 — «Московский хор» Л. С. Петрушевской. Режиссёр: Олег Ефремов — Дора Абрамовна
- 2000 — «Красивая жизнь» Ж. Ануя. Режиссёр: Виталий Ланской — Баронесса Мина фон Брахейм
- 2003 — «Учитель словесности» (по роману «Мелкий бес») Ф. К. Сологуба. — Госпожа Коковкина
- 2004 — «Лес» А. Н. Островского. Режиссёр: Кирилл Серебренников — Милонова Евгения Апполоновна[11]
- 2004 — «Кошки-мышки» И. Эркеня. Режиссёр: Юрий Ерёмин — Аделаида Брукнер[12]

### Фільмографія
- 1946 — «Глінка» — Керн Анна Петрівна
- 1947 — «Світло над Росією» — Марія Забєліна
- 1948 — «Першокласниця» — Ніна Василівна, мама
- 1952 — «На дні» — Наташа
- 1963 — «Тепер хай іде» — Джудіт
- 1963 — «Пам'ять покоління»
- 1964 — «Голова» — Надія Петрівна, дружина Єгора Трубнікова
- 1967 — «Війна і мир» — графиня Ростова
- 1967 — «Софія Перовська» — мати Перовської
- 1968 — «Гольфстрим» — Катерина Миколаївна
- 1969 — «Квіти пізні» — княгиня Приклонская
- 1969 — «Сувора дівчина» — Ольга Федорівна
- 1970 — «Розплата»
- 1971 — «День за днем» — Кіра Миколаївна
- 1971 — «І був вечір, і був ранок» — Берсенєва
- 1972 — «Мічений атом»
- 1973 — «І на Тихому океані...» — Надія Львівна
- 1975 — «На все життя, що залишилося…» — Сонечка
- 1975 — «Незабута пісня» — Мати
- 1979 — «Вірою і правдою» — мати Влада Мінченко
- 1981 — «Любов моя вічна»
- 1981 — «Виграш самотнього комерсанта» — Мати
- 1986 — «Борис Годунов» — мамка Ксенії
- 1986 — «Очна ставка» — сусідка
- 2007 — «Артистка» — Іраїда Едуардівна